# Železniško postajališče Celje Lava
Železniško postajališče Celje Lava je eno izmed železniških postajališč v Sloveniji, ki oskrbuje bližnjo mestno četrt Lava v Celju.